# Obsidian Shell
Az Obsidian Shell magyar szimfonikus/gothic/electro/ indusztriális metal zenekar, amely 2005-ben alakult.

## Tagok
- Csató Henrik - gitár, basszusgitár, billentyűk
- Gál Klaudia "Kleó" - ének, szöveg
- Sophie - ének, szöveg

## Korábbi tagok
- Ludonyi Zoltán - gitár

## Diszkográfia
- Elysia (2009)
- Angelic Asylum (2010)
- Evershade (2011)
- In Noxa Est (2012)
- Ai No Kizu (2015)
- Land of Wonder (2017)
- Soulminder (2018)
- Mooniversary (2019)

### Egyéb kiadványok
- Renaissance (mini-album, 2012)

## Kislemezek
- Summoner of the Wind (2009)
- Summer's End (2013)
- White (2013)
- 24 (2014)